# Przywilej Chilendarski
Przywilej Chilendarski (serb. Хиландарска повеља) – dokument prawny o wartości literackiej, wystawiony pod koniec XII wieku, jeden z pierwszych zabytków piśmiennictwa serbskiego.
Dokument został wystawiony w roku 1189 lub 1199 r. przez Stefana Nemanię, który do 1196 r. był wielkim żupanem Serbii, później zaś abdykował i osiadł w klasztorze jako mnich Symeon. Potwierdzenie zostało wydane przez Stefana Pierwszego Koronowanego, najprawdopodobniej w latach 1200-1202.
Dokument ten jest jednym z najstarszych zabytków serbskiego średniowiecznego piśmiennictwa świeckiego. Stanowi on akt fundacyjny klasztoru Chilandar na górze Athos, gdzie Stefan Nemania po oddaniu władzy synowi osiadł jako mnich. W przywileju serbski żupan nadaje klasztorowi liczne ziemie, ludzi i dochody w Serbii, zapewniając tym samym Chilandarowi utrzymanie. Prócz treści prawnych w przywileju zawarta została swoista biografia żupana Nemanii, podkreślająca rolę władcy jako odnowiciela państwa oraz jego cnoty i wartości duchowe, czego wyrazem było ustąpienie żupana z tronu oraz przywdzianie mniszego habitu. Autorem żywota Nemanii jest jego syn, święty Sawa.